# 병산사 (무안군)
무안 병산사는 대한민국 전라남도 무안군 무안읍 고절리에 있다. 2020년 12월 21일 무안군의 향토문화유산 제17호로 지정되었다.

## 지정 사유
무안군 무안읍 고절리에 위치한 병산사는 정조2년(1778) 풍정(楓亭) 박의룡(朴義龍)을 제향하기 위해 창건한 사우로, 순조29(1829)에 애한정(愛閑亭) 박익경(朴益卿), 암천(岩川) 박증(朴增), 초정(草亭) 박응선(朴應善)을 추배(追配)하였다.
고종5년(1868) 서원철폐령에 의해 훼철된 후, 고종28년(1891)에 기존 부지에 유허비를 건립하였다. 이후 후손들이 단을 만들어 제향해오다가 해방이후인 1946년 현 위치에 사우를 복설하였고, 1961년 죽포(竹圃) 박기종(朴淇鍾)을 추배하였다.
무안군은 병산사가 조선 후기 사우로서 역사적 가치가 있다고 판단하여 향토문화유산으로 지정하였다.